# J Capri
Jordan Joel Phillips (Kingston, 24 de diciembre de 1991-ibídem, 4 de diciembre de 2015), conocida como J Capri, fue cantante, Dj y compositora jamaiquina.
Hija del reputado DJ Mr Murphy, "Whine & kotch" es el tema musical más conocido de Capri. 
El 22 noviembre sufrió un accidente de tránsito, en la calle de Barbican Road en Kingston. Falleció el 4 de diciembre de 2015 a los 23 años, en Kingston luego de estar hospitalizada por ese mismo accidente.